# Harponixus
Harponixus is een geslacht van kevers uit de familie van de loopkevers (Carabidae). De wetenschappelijke naam van het geslacht is voor het eerst geldig gepubliceerd in 1950 door Basilewsky.

## Soorten
Het geslacht Harponixus is monotypisch en omvat slechts de volgende soort:
- Harponixus pubescens Basilewsky, 1950